# Soudan (Minnesota)
Soudan es un lugar designado por el censo ubicado en el condado de St. Louis en el estado estadounidense de Minnesota. En el Censo de 2010 tenía una población de 446 habitantes y una densidad poblacional de 253,24 personas por km².

## Geografía
Soudan se encuentra ubicado en las coordenadas 47°48′47″N 92°14′8″O / 47.81306, -92.23556. Según la Oficina del Censo de los Estados Unidos, Soudan tiene una superficie total de 1.76 km², de la cual 1.76 km² corresponden a tierra firme y (0%) 0 km² es agua.

## Demografía
Según el censo de 2010, había 446 personas residiendo en Soudan. La densidad de población era de 253,24 hab./km². De los 446 habitantes, Soudan estaba compuesto por el 96.19% blancos, el 1.57% eran afroamericanos, el 0.9% eran amerindios, el 0.9% eran asiáticos, el 0% eran isleños del Pacífico, el 0% eran de otras razas y el 0.45% pertenecían a dos o más razas. Del total de la población el 0.45% eran hispanos o latinos de cualquier raza.